# Mémoires de l’Académie Nationale des Sciences, Belles-Lettres et Arts de Lyon
Mémoires de l’Académie Nationale des Sciences, Belles-Lettres et Arts de Lyon (abreviado Mém. Acad. Natl. Sci. Lyon, Cl. Sci.) es una revista con ilustraciones y descripciones botánicas que fue publicada en Lyon en los años 1851–52, con el nombre de Mémoires de l’Académie Nationale des Sciences, Belles-Lettres et Arts de Lyon. Classe des sciences. Fue precedida por Mémoires de l’Académie Royale des Sciences, Belles-Lettres et Arts de Lyon. Section des sciences y reemplazada por Mémoires de l’Académie Impériale des Sciences, Belles-Lettres et Arts de Lyon. Section des sciences.